# Gastrodia menghaiensis
Gastrodia menghaiensis är en orkidéart som beskrevs av Zhan Huo Tsi och Sing Chi Chen. Gastrodia menghaiensis ingår i släktet Gastrodia och familjen orkidéer. Inga underarter finns listade i Catalogue of Life.